# Haerpfer & Erman

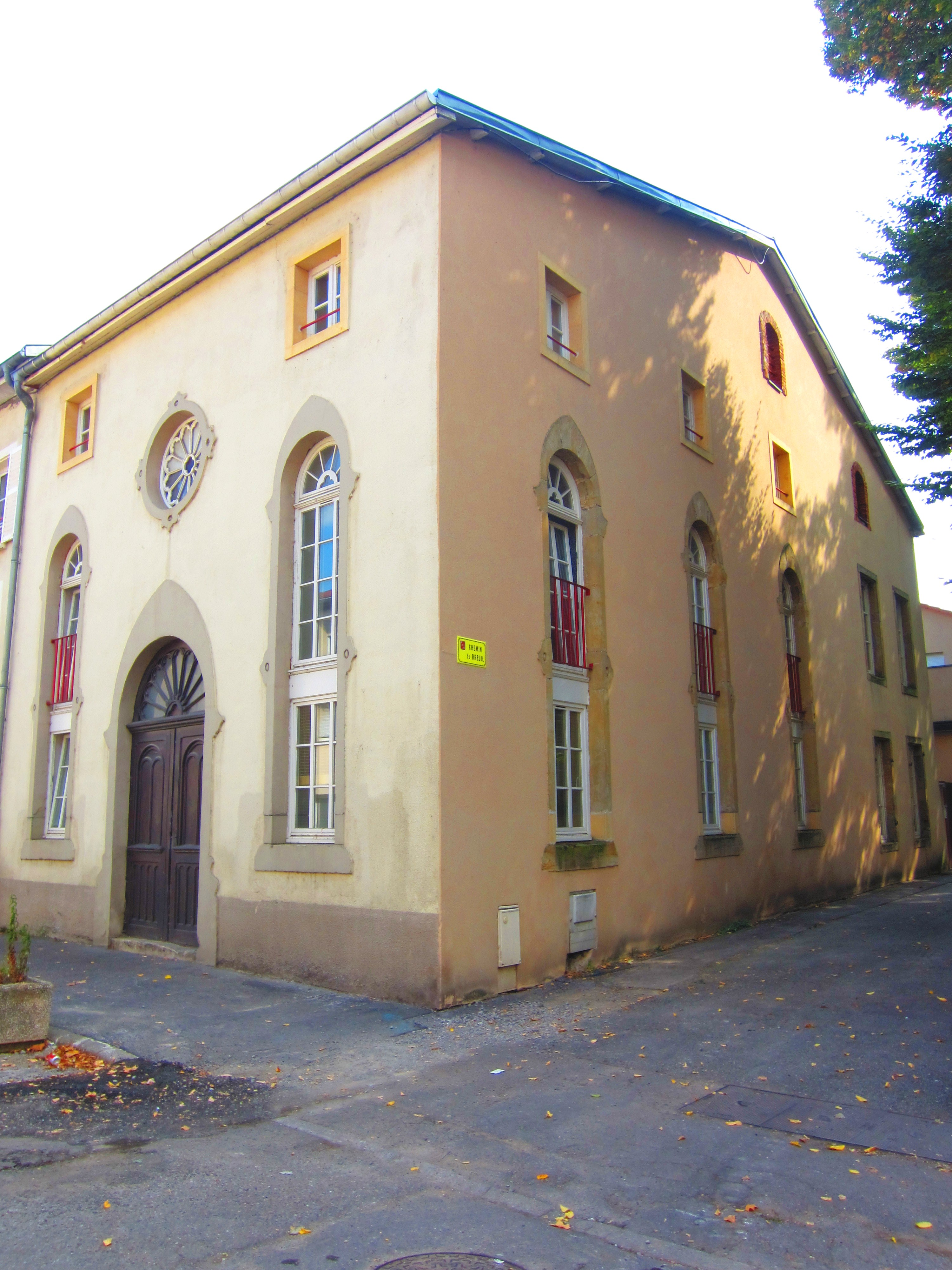
Ehemaliges Firmengebäude in Boulay (Moselle)

Hærpfer & Erman (zuvor Dalstein-Hærpfer) war eine französische Orgelbaumanufaktur in Boulay. Sie bestand von 1863 bis 1999. Hærpfer wirkte vor allem in Lothringen, aber auch im Saarland und der Pfalz.

## Geschichte der Firma
1863 gründete Johann Karl Härpfer (1835–1909), der bei Steinmeyer in Oettingen gelernt und später bei Walcker in Ludwigsburg und Friedrich Haas in Luzern gearbeitet hatte, mit dem bei Cavaillé-Coll in Paris tätigen Nicolas-Etienne Dalstein (1834–1900) ein Orgelbauunternehmen in Bolchen (heute Boulay) in Lothringen.
Ihre erste Orgel wurde nach Téterchen geliefert. Härpfer nahm eine französische Schreibweise seines Namens an, und das Unternehmen nannte sich fortan „Dalstein & Hærpfer“. Hærpfer hatte sich bei Walcker, Haas und Cavaillé-Coll die Mensuren vieler Register abgeschrieben und war als Intonateur für die klangliche Gestaltung der Instrumente zuständig. Dalstein war Schreiner und übernahm die Konstruktion der Mechanik.
Bereits 1865 führten Dalstein & Hærpfer die Kegellade ein. Für besonders große Instrumente fertigten sie Barkermaschinen (z. B. Nancy, St-Etienne) und ab 1892 pneumatische Spieltrakturen (z. B. Hayange). Zu Beginn des 20. Jahrhunderts entstanden in Zusammenarbeit mit Albert Schweitzer bedeutende Orgeln der elsässischen Orgelreform.
1909 übernahmen Fritz (Frédéric) Hærpfer (1879–1956) und Paul Dalstein (1868–1926) die Firmenleitung, die ein an der Orgelbewegung orientiertes Klangideal einführten. 1919 wurde Frédéric Hærpfer Alleininhaber der Firma, die fortan Manufacture Lorraine des Grandes Orgues hieß. 1946 schloss sich dessen Sohn Walter Hærpfer (1909–1975) mit Pierre Erman (1913–1990) unter dem Namen „Hærpfer & Erman“ zusammen. Sie bauten allein zwischen 1948 und 1967 mehr als 250 Orgeln (meist mit elektrischer Traktur), die nach Frankreich, Deutschland sowie Nordafrika geliefert wurden.
1979 übernahm Théo Hærpfer (1946 – 12. Juni 1998) die Firma und trennte sich von Pierre Erman. Mit ihm kam es zu einer Rückbesinnung zur mechanischen Schleiflade. Nach seinem Tod wurde die Firma aufgelöst.

## Werkliste (Auswahl)

### Dalstein & Hærpfer (1863–1919)
| Jahr      | Ort                   | Gebäude                             | Bild | Manuale | Register | Bemerkungen |
| --------- | --------------------- | ----------------------------------- | ---- | ------- | -------- | --- |
| 1864      | Denting               | Saint-Jean-Baptiste                 |      | II/P    | 12       | Opus 2, die älteste erhaltene Orgel von Dalstein-Hærpfer, besitzt Schleifladen und ist außer den Prospektpfeifen original erhalten. 2019 durch Orgelbauer Patrick Akroud restauriert. |
| 1878      | Trintange (Luxemburg) | Saint-Jean-Baptiste                 |      | II/P    | 18       | Original erhalten. |
| 1883      | Wallerfangen          | St. Katharina                       |      | II/P    | 27       | Erweiterung der bestehenden einmanualigen Breidenfeld-Orgel auf zwei Manuale und Pedal                                                                                                |
| 1888      | Dalem                 | Saint-Pierre                        |      | II/P    | 11       | Original erhalten! |
| 1889      | Pfaffenhoffen         | Église Protestante                  |      | II/P    | 17       | Original erhalten |
| 1890      | Metz                  | Sainte-Ségolène                     |      | II/P    | 31       | 1898 geringfügige Erweiterung |
| 1890      | Berus                 | St. Martin                          |      | II/P    | 16       | Hinter dem barocken Prospekt aus dem Kloster Wadgassen (1785); 1942 Umbau durch Georges Haupt (Lintgen).                                                                              |
| 1894      | Zetting               | Saint-Marcel                        |      | II/P    | 12       | 1960 Elektrifizierung durch Willy Meurer |
| 1898      | Schwerdorff           | Notre-Dame de l’Assomption          |      |         |          | Preis ohne Prospekt 7640 Mark (zzgl. 2000 Mark für Prospekt, hergestellt von Klemm aus Colmar)                                                                                        |
| 1899      | Metz                  | Abteikirche Saint-Vincent           |      | III/P   | 50       | 1964 technischer Neubau durch Haerpfer & Erman und Erweiterung auf 54 Register. |
| 1900      | Leidingen             | St. Remigius                        |      | I/P     | 10       | |
| 1902      | Ittersdorf            | St. Martin                          |      | II/P    | 10       | |
| 1905      | Straßburg             | Thomaskirche                        |      |         |          | nach Entwürfen von Albert Schweitzer |
| 1907      | Straßburg             | Erlöserkirche                       |      |         |          | nach Entwürfen von Albert Schweitzer; denkmalgeschützt (monument historique) |
| 1908–1909 | Straßburg             | Sängerhaus (heute Palais des fêtes) |      |         |          | teilweise nach Entwürfen von Albert Schweitzer |
| 1912      | Westhoffen            | Église Protestante                  |      | III/P   | 46       | Im erweiterten Gehäuse der Vorgängerorgel von Koulen (1874). Im 20. Jahrhundert mehrfach leicht verändert.                                                                            |

### Manufacture Lorraine des Grandes Orgues Fréderic Hærpfer (1919–1946)
| Jahr | Ort             | Gebäude                        | Bild | Manuale | Register | Bemerkungen                                                                                     |
| ---- | --------------- | ------------------------------ | ---- | ------- | -------- | ----------------------------------------------------------------------------------------------- |
| 1924 | Saargemünd      | Synagoge                       |      |         |          | nicht erhalten.                                                                                 |
| 1926 | Dudweiler       | St. Marien                     |      | II/P    |          | 1954 durch die heutige Mayer-Orgel ersetzt.                                                     |
| 1927 | Illingen (Saar) | St. Stephan                    |      | II/P    | 32       | 1973 ersetzt durch einen Orgelneubau der Firma Alfred Führer aus Wilhelmshaven.                 |
| 1930 | Körprich        | St. Michael                    |      | II/P    | 15       | ursprünglich für eine französische Kirche gebaut, nach deren Zerstörung nach Körprich versetzt. |
| 1939 | Kuttolsheim     | Saint-Jaques                   |      | II/P    | 19       |                                                                                                 |
| 1943 | Lisdorf         | St. Crispinus und Crispinianus |      | II/P    |          | 1987 abgebaut und durch einen Neubau der Firma Hugo Mayer ersetzt.                              |

### Hærpfer & Erman (1946–1979)
| Jahr | Ort                      | Gebäude                       | Bild | Manuale | Register | Bemerkungen |
| ---- | ------------------------ | ----------------------------- | ---- | ------- | -------- | --- |
| 1950 | Spicheren                | Saint-Laurent                 |      | III/P   | 32       | Im historischen Gehäuse von 1903 |
| 1950 | Wittring                 | Saint-Étienne                 |      | II/P    | 24       | Unter Verwendung von Gehäuse und Pfeifenwerk der Vorgängerorgel von Krempf (1904) |
| 1950 | Wustweiler               | Herz-Jesu                     |      | II/P    | 25       | 2002 ersetzt durch einen Neubau der Firma Gaida. |
| 1950 | Riegelsberg              | St. Josef                     |      | III/P   | 34       | 1986 Umstellung auf Schleifladen |
| 1950 | Oberthal                 | St. Stephanus                 |      | III/P   | 32       | |
| 1950 | Wadern                   | Allerheiligen                 |      | II/P    | 21       | Im historischen Gehäuse von Verschneider (1830), 1983 abgebaut und durch einen 1986 geweihten technischen Neubau der Firma Hugo Mayer ersetzt.                                                                   |
| 1953 | Überherrn                | St. Bonifatius                |      | III/P   | 35       | |
| 1953 | Losheim am See           | St. Peter und Paul            |      | II/P    | 30       | Bereits 1985 durch die heutige Oberlinger-Orgel ersetzt. |
| 1953 | Britten (Losheim am See) | St. Wendalinus                |      | II/P    | 17       | |
| 1953 | Saarwellingen            | St. Blasius und Martinus      |      | III/P   | 38       | Ein Großteil des Pfeifenmaterials wurde 1995 in den technischen Neubau der Firma Walcker übernommen. |
| 1953 | Stennweiler              | St. Barbara                   |      | II/P    | 18       | |
| 1954 | Püttlingen               | Liebfrauen                    |      | III/P   | 45       | 1995 Einbau eines neuen Spieltisches durch Mayer |
| 1954 | Oberkirchen (Freisen)    | St. Katharina                 |      | II/P    | 29       | 2015 Umbau des Spieltisches durch Gaida |
| 1954 | Freisen                  | St. Remigius                  |      | II/P    | 26       | Im erweiterten historischen Orgelgehäuse der Vorgängerorgel von Stumm (1782) |
| 1954 | Noswendel                | St. Johannes                  |      | II/P    | 19       | |
| 1954 | Alsting                  | Saint-Pierre                  |      | II/P    | 21       | Unter Verwendung von Gehäuse und Registern der Vorgängerorgel(n): André Guébel (1929), Franz Staudt (1899) und Jean-Frédéric Verschneider (1869).                                                                |
| 1955 | Friedrichsthal (Saar)    | St. Marien                    |      | III/P   | 44       | Original erhalten! Bei der Einweihung der Orgel saß Marie-Claire Alain am Spieltisch, die zudem eine Schallplatte an dieser Orgel aufnahm.                                                                       |
| 1955 | Deauville                | St-Augustin                   |      | III/P   | 32       | |
| 1955 | Scheuern (Saar)          | Pfarrkirche St. Katharina     |      | II/P    | 18       | Kompletter Umbau und Erweiterung der bestehenden Klais-Orgel (II/4) |
| 1955 | Bous                     | St. Peter                     |      | II/P    | 25       | verändert erhalten |
| 1955 | Holz (Heusweiler)        | St. Josef                     |      | II/P    | 23       | |
| 1956 | Dirmingen                | Pfarrkirche St. Wendalinus    |      | II/P    | 28       | |
| 1957 | Mettlach                 | St. Lutwinus                  |      | III/P   | 51       | 2007 restauriert und erweitert durch Orgelbau Kutter → Orgel |
| 1957 | Ludweiler                | Herz Jesu                     |      | III/P   | 43       | Im 2001/02 umgesetzt nach St. Gangolf in Differten |
| 1959 | Saarbrücken-Schafbrücke  | St. Theresia und Remigius     |      | II/P    | 15       | erhalten |
| 1959 | Obergailbach             | Saint-Maurice                 |      | II/P    | 13       | Im historischen Gehäuse |
| 1959 | Fremersdorf              | St. Mauritius                 |      | II/P    | 16       | 1999 umgesetzt nach Christkönig Trier |
| 1960 | Blies-Schweyen           | Saint-Eustache                |      | II/P    | 11       | |
| 1961 | Wadgassen                | Mariä Heimsuchung             |      | III/P   | 34       | |
| 1964 | Forbach (Moselle)        | Saint Rémi                    |      | IV/P    | 50       | |
| 1966 | Riegelsberg              | St. Matthias                  |      | II/P    | 23       | |
| 1967 | Gerlfangen               | Kreuzerhöhung                 |      | II/P    | 18       | |
| 1970 | Rennes                   | Cathédrale Saint-Pierre       |      |         |          | Kompletter Umbau und Erweiterung eines vorhandenen Instrumentes von Cavaillé-Coll aus dem Jahre 1874. |
| 1970 | Metz                     | Cathédrale Saint-Étienne      |      | II/P    | 27       | |
| 1972 | Emmersweiler             | St. Barbara                   |      | II/P    | 14       | Vollmechanische Schleifladen |
| 1973 | Paris                    | Abbaye Saint-Germain-des-Prés |      | IV/P    | 56       | Umbau eines vorhandenen Instrumentes von 1805. |
| 1977 | Ludwigshafen-Maudach     | St. Michael                   |      | II/P    | 17       | In historischem Gehäuse aus 1780 von Andreas Krämer |
| 1978 | Langres                  | Cathédrale Saint-Mammès       |      | IV/P    | 53       | Das Instrument geht in Teilen zurück auf ein Instrument, das 1715 von dem Orgelbauer Jean Treuillot erbaut worden war, und im Laufe der Zeit erweitert worden ist. Es ist als monument historique klassifiziert. |

### Théo Hærpfer (1979–1998)
Im Firmenprospekt der Manufacture Lorraine de Grandes Orgues sind weitere elf Instrumente verzeichnet: Truhenorgeln und Positive ohne Ortsangabe.
| Jahr | Ort                        | Gebäude                                              | Bild | Manuale | Register | Bemerkungen |
| ---- | -------------------------- | ---------------------------------------------------- | ---- | ------- | -------- | --- |
| 1980 | Le Havre                   | Kathedrale Notre Dame                                |      | III/P   | 55       | Neubau in einem Gehäuse aus dem Jahr 1637 von Guillaume Lesselier. → Orgel |
| 1980 | Paris                      | Reformierte Kirche Sainte-Marie                      |      | II/P    | 18       | Restaurierung → Beschreibung |
| 1980 | Bar-sur-Aube               | St-Pierre                                            |      | III/P   | 40       | Restaurierung der Orgel von Rémy Stourme aus dem Jahr 1744. → Beschreibung |
| 1980 | Metz                       | Kathedrale Saint-Étienne, Orgel hinter dem Hochaltar |      | II/P    | 30       | Neubau aus Elementen der Vorgängerorgeln von Cavaillé-Coll (1862) und Frédéric Hærpfer (1934) → Beschreibung                                                                     |
| 1981 | Limoges                    | Saint-Michel-des-Lions                               |      | III/P   | 33       | Neubau in einem Gehäuse von Jean-Baptiste Ghys von 1876 → Beschreibung |
| 1981 | Mitry-Mory                 | Saint-Martin                                         |      | IV/P    | 34       | Restaurierung der Orgel von François-Henri Cliquot (1750) → Beschreibung |
| 1981 | Neustadt an der Weinstraße | Herz-Jesu-Kloster                                    |      | II/P    | 14       | Neubau |
| 1982 | Saint-Michel-en-Thierache  | Abbaye St-Michel                                     |      | IV/P    | 31       | Restaurierung der Orgel von Jean Boizard aus dem Jahr 1714 → Orgel |
| 1982 | Vitry-le-François          | Stiftskirche Notre-Dame                              |      | IV/P    | 39       | Restaurierung der Orgel eines unbekannten Orgelbauer aus dem Jahr 1740. → Orgel                                                                                                  |
| 1984 | Orléans                    | Conservatoire Régional de Musique                    |      | II/P    | 16       | Neubau → Beschreibung |
| 1985 | Issoire                    | Saint-Austremoine                                    |      | III/P   | 33       | Restaurierung der Claude-Ignace-Callinet-Orgel von 1870 → Orgel |
| 1985 | Vasperviller               | Ste-Thérèse                                          |      | II/P    | 8        | Neubau → Disposition |
| 1985 | Bar-sur-Seine              | Saint-Étienne                                        |      | III/P   | 24       | Rekonstruktion der Orgel von Jean-François Mangin (1738) → Beschreibung |
| 1986 | Chambly                    | Notre-Dame                                           |      | IV/P    | 26       | Restaurierung → Orgel |
| 1987 | Rueil-Malmaison            | Conservatoire National de Région                     |      | III/P   | 37       | Neubau |
| 1988 | Brumath                    | Protestantische Kirche                               |      | II/P    | 29       | Rekonstruktion der Orgel von Michael Stiehr von 1810. → Beschreibung |
| 1988 | Forbach                    | Protestantisch-lutherische Pfarrkirche               |      | III/P   | 33       | Neubau; 1996 Erweiterung um ein Rückpositiv durch Hærpfer → Orgel |
| 1988 | Saint-Omer                 | Kathedrale Notre-Dame                                |      | IV/P    | 49       | Restaurierung der Cavaillé-Coll-Orgel von 1855. → Orgel |
| 1989 | Paris                      | Saint-Jean-Baptiste-de-Grenelle                      |      | II/P    | 24       | Neubau → Beschreibung |
| 1989 | Kiel                       | Dankeskirche                                         |      | II/P    | 26       | Neubau → Bilder |
| 1989 | Versailles                 | Kathedrale Saint-Louis                               |      | III/P   | 46       | Restaurierung der Orgel von Cavaillé-Coll (1863) → Orgel |
| 1990 | Saint-Germain-en-Laye      | Saint-Germain                                        |      | III/P   | 46       | Restaurierung der Cavillé-Coll-Mutin-Orgel von 1903 im Zustand von 1967 → Beschreibung                                                                                           |
| 1990 | Nogent-sur-Seine           | Saint-Laurent                                        |      | III/P   | 39       | Restaurierung der Orgel, die in ihren Ursprüngen auf Simon du Prey (1587) zurückgeht. → Orgel                                                                                    |
| 1990 | Tokio                      | Reformierte Kirche Kashiwagi                         |      | II/P    | 20       | Neubau |
| 1991 | Paris                      | Notre-Dame-du-Travail                                |      | III/P   | 55       | Dreimanualiger Hauptspieltisch im Kirchenschiff. Ein kleinerer Teil der Orgel lässt sich auch von einem mechanischen zweimanualigen Spieltisch auf der Empore anspielen. → Orgel |
| 1991 | Tokio                      | Women’s Christian University                         |      | III/P   | 37       | Neubau |
| 1991 | Creutzwald                 | Sainte-Croix                                         |      | II/P    | 29       | Neubau → Beschreibung |
| 1992 | Gonneville (Normandie)     |                                                      |      |         |          | Neubau |
| 1992 | Givors                     | Saint-Nicolas                                        |      | II/P    | 22       | Restaurierung der Orgel von Merklin & Schütze (1865) → Beschreibung |
| 1992 | Saint-Jean-de-Maurienne    | Cathédrale Saint-Jean-Baptiste                       |      | II/P    | 26       | Restaurierung der von Beaucourt & Voegeli von 1853 |
| 1993 | Naha (Japan)               | Loisir Hotel                                         |      | II/P    | 10       | Neubau einer Orgel in der Empfangshalle eines Hotels → Foto |
| 1993 | Argoules                   | Abtei von Valloires                                  |      | III/P   | 33       | Restaurierung der Orgel der Frères Basiliens von 1845, das sich in einem Gehäuse aus der Zeit zwischen 1751 und 1755 befindet. → Beschreibung                                    |
| 1993 | Coignières                 | Saint-Germain-d’Auxerre                              |      | II/P    | 10       | Neubau → Orgel |
| 1993 | Tokio                      | kath. Seijo-Kirche                                   |      | I/P     | 9        | Neubau |
| 1994 | Saint-Germain-des-Fossés   | Notre-Dame                                           |      | II/P    | 16       | Neubau → Orgel |
| 1994 | Nancy                      | Basilika Saint-Epvre                                 |      | III/P   | 44       | Restaurierung der Orgel von Joeph Merklin von 1867. → Beschreibung |
| 1994 | Saint-Nicolas-de-Port      | Basilika Saint-Nicolas                               |      | IV/P    | 48       | Neubau unter Wiederverwendung des Gehäuses und des Pfeifenwerks von Joseph Cuvilliers von 1851. → Orgel                                                                          |
| 1994 | Pont-de-l’Arche            | Notre-Dame-des-Arts                                  |      | II/P    | 19       | Restaurierung der Orgel von den Frères Stoltz (1893) in einem Gehäuse von Crespin Carlier von 1608. → Orgel                                                                      |
| 1995 | Lorry-lès-Metz             | Saint-Clément                                        |      | II/P    | 15       | Restaurierung der Orgel von Dalstein-Haerpfer von 1885. → Beschreibung |
| 1996 | Saint-Étienne              | Grand’Eglise                                         |      | III/P   | 45       | Restaurierung der Mutin-Orgel von 1922. → Beschreibung |
| 1996 | Belém (Brasilien)          | Catedral da Sé                                       |      | II/P    | 20       | Restaurierung der Cavaillé-Coll-Orgel von 1882 → Orgel |
| 1996 | Hayange                    | Saint-Martin                                         |      | III/P   | 53       | Restaurierung → Orgel |